# Euphorbia eichleri
Euphorbia eichleri är en törelväxtart som beskrevs av Johannes Müller Argoviensis. Euphorbia eichleri ingår i släktet törlar, och familjen törelväxter. Inga underarter finns listade i Catalogue of Life.